# 4473 Sears
4473 Sears је астероид главног астероидног појаса чија средња удаљеност од Сунца износи 3,021 астрономских јединица (АЈ).
Апсолутна магнитуда астероида је 12,7.